# 西爾萬湖 (伊利諾伊州)
西爾曼湖（英語：Sylvan Lake）是位於美國伊利諾伊州萊克縣的一個非建制地區。該地的面積和人口皆未知。

## 地理
西爾曼湖的座標為42°14′38″N 88°03′10″W / 42.24389°N 88.05278°W，而該地的平均海拔高度為250米（即820英尺）。